# Firlej (Radom)
Firlej – dzielnica Radomia, znajdująca się w północnej części miasta, dawniej wieś.
Od północy graniczy z Wincentowem, od wschodu wzdłuż rzeki Mlecznej z Krzewieniem, Hutą Józefowską i dalej od południa z Józefowem, natomiast od zachodu wzdłuż ul. Warszawskiej z Wólką Klwatecką. Zabudowę stanowią przeważnie budynki jednorodzinne. Większość obszaru dzielnicy zajmują lasy.

## Historia
Na terenie Firleja rodzina Beckermanów w XIX wieku założyła zakłady przemysłowe Firlej, które z czasem znalazły się w rękach rodziny Denów. 
Przed II wojną światową znajdował się tu poligon wojskowy, który został przekształcony przez niemieckich okupantów w miejsce straceń – w pobliskim lesie wykonywane były wyroki śmierci na ludności polskiej i żydowskiej przez SS, Gestapo i żandarmów niemieckich. Ogółem, w czasie od 4 kwietnia 1940 do 13 stycznia 1945, rozstrzelano lub powieszono w licznych zbiorowych egzekucjach ok. 15 000 osób. Jedną z ofiar był prawdopodobnie płk Stanisław Kalabiński. W miejscu kaźni powstał cmentarz wojskowy (w centralnym jego punkcie postawiony został pomnik ku czci poległych Mauzoleum na Firleju). W latach 70. powierzchnię cmentarza powiększono i zaczęto chować na nim osoby cywilne (cmentarz stał się cmentarzem komunalnym). W następnych latach teren był wielokrotnie powiększany (obecnie zajmuje ponad połowę całej powierzchni dzielnicy i jest jednym z największych w kraju). Cmentarz komunalny na Firleju jest największą nekropolią w Radomiu.

## Komunikacja miejska
Na Firlej można dojechać autobusami linii: 4, 12, 13, 21, 23 oraz linią A. Na przełomie października i listopada można również dojechać linią CM. Wzdłuż ul. Warszawskiej przebiega droga krajowa nr 7 (droga międzynarodowa E77) Żukowo k. Gdańska – Chyżne (Słowacja).

## Ważne obiekty
Na Firleju znajduje się elektrownia wiatrowa (jeden prywatny wiatrak), Zespół Szkolno-Przedszkolny nr 1 (dawniej Publiczna Szkoła Podstawowa nr 18 im. KEN) przy ul. Ofiar Firleja 14, kościół parafialny oraz kaplica pw. św. Maksymiliana Marii Kolbe przy ul. Trzebińskiego 35.

## Turystyka
Przez ul. Ofiar Firleja przebiega zielony pieszy szlak turystyczny Rożki PKP – Pionki Zachodnie PKP.